# Heinrich Schrörs

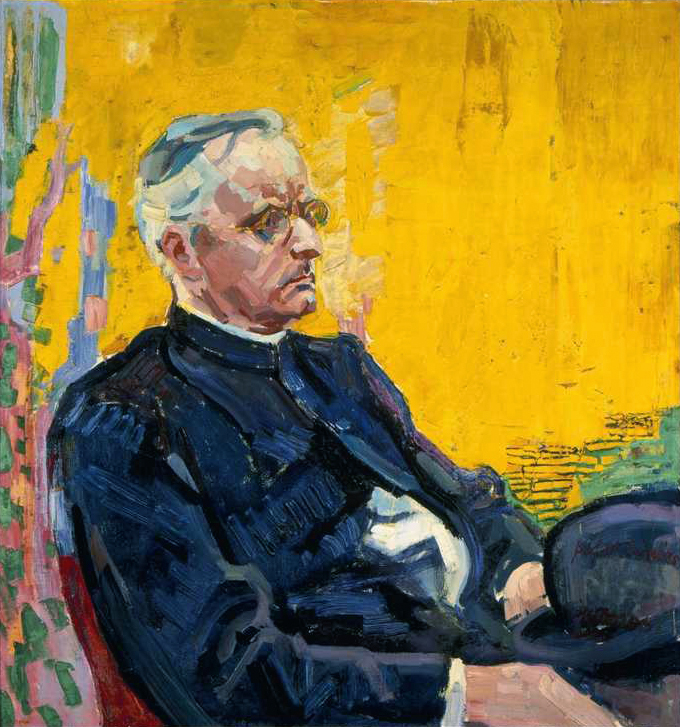
Heinrich Schrörs, porträtiert von Jan Toorop 1911

Johann Heinrich Schrörs (* 26. November 1852 in Krefeld; † 11. Juni 1928 in Bonn) war ein deutscher römisch-katholischer Priester und Theologe.

## Leben
Er studierte Theologie in Bonn, Würzburg und Innsbruck, wo er bei Josephus Jungmann studierte. 1877 wurde er in Innsbruck zum Priester geweiht und 1885 Professor für kanonisches Recht in Freiburg im Breisgau. Im folgenden Jahr erhielt er mit Unterstützung Friedrich Althoffs den Lehrstuhl für Kirchengeschichte an der Universität Bonn. In Bonn war er fünfmal Dekan der Universität (1891/1892, 1900/1901, 1902/1903, 1906/1907, 1914/1915); 1904/05 war er auch Rektor der Universität Bonn.
1887 gründete er eines der ersten kirchengeschichtlichen Seminare in Deutschland und baute eine gut ausgestattete Seminarbibliothek auf, die im Zweiten Weltkrieg zerstört wurde. Schrörs widmete sich Fragen der Hochschulpolitik, insbesondere im Hinblick auf sein Beharren auf dem Prinzip der wissenschaftlichen Ausbildung für Theologen. Seine Ansichten zur Bildung führten zu jahrelangen offenen Konflikten mit der Erzdiözese Köln.
Anerkennung fand Schrörs auch in der liberalen Presse. Die Magdeburgische Zeitung machte 1907 Werbung für sein Buch Kirche und Wissenschaft. Zustände an einer katholisch-theologischen Fakultät. Die Kölnische Zeitung schrieb 1910 anlässlich des Erscheinens seiner Gedanken über zeitgemäße Erziehung und Bildung der Geistlichen: „Schrörs ist [...] ein Mann der strengen Kirchlichkeit und des katholischen Gedankens in all seiner Reinheit und Unvermischtheit; aber er ragt über die anderen Anhänger des starren Prinzips weit hinaus, weil er auch der Zeit und ihren Bedürfnissen ihr Recht wahren will, weil er sich mit starker Kraft aus dem Mittelalter in die Gegenwart gerettet hat.“
Der Kölner Erzbischof Fischer veröffentlichte im Kirchlichen Anzeiger für die Erzdiözese Köln eine Stellungnahme zu Schrörs' Buch Kirche und Wissenschaft. Zustände an einer katholisch-theologischen Fakultät.

## Schriften (Auswahl)
- Konstantins des Großen Kreuzerscheinung. Eine kritische Untersuchung. Bonn 1913.
- Der Krieg und der Katholizismus. Kempten 1915.
- Das christliche Gewissen im Weltkriege. Freiburg im Breisgau 1916.
- Deutscher und französischer Katholizismus in den letzten Jahrzehnten. Freiburg im Breisgau 1917.